# Puig Rodó (el Vendrell)
El Puig Rodó és una muntanya de 221 metres que es troba al municipi del Vendrell, a la comarca del Baix Penedès.